# Le Loroux
 Le Loroux  es una población y comuna francesa, situada en la región de Bretaña, departamento de Ille y Vilaine, en el distrito de Fougères y cantón de Fougères-Nord.

## Demografía
| 671 | 628 | 566 | 548 | 515 | 520 |
| Para los censos de 1962 a 1999 la población legal corresponde a la población sin duplicidades (Fuente: INSEE [Consultar]) |     |     |     |     |     |